# هواکشسانی

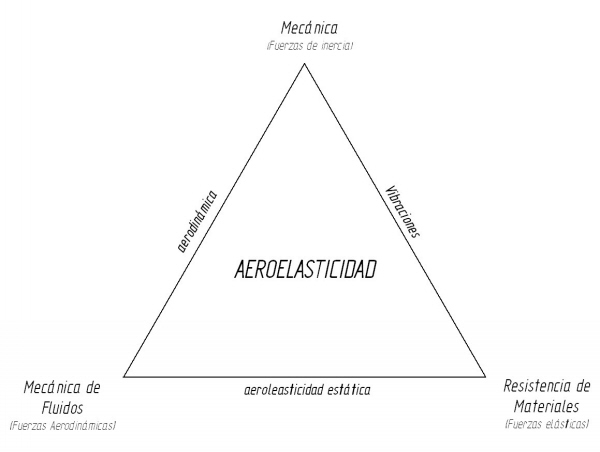
هواکشسانی

هواکشسانی یا آیروالاستیسیته (Aeroelasticity) شاخه‌ای از علم مکانیک است که با پدیده‌های فیزیکی سروکار دارد که دربرگیرنده یک اثر متقابل قوی بین نیروهای هواپویشی (آیرودینامیک)، نیروهای سازه‌ای (الاستیک) و نیروهای لَختی باشند.
هواکشسانی برهمکنش نیروهای هواسرشی و نرمش سازه‌ای است که می‌تواند باعث بال‌لرزه، واگرایی و جز اینها شود. بال‌لرزه flutter نوسان شدید و نامطلوب سطوح بال و دُم هواگَرد در حین پرواز است.
رفتار اجسام پرنده انعطاف‌پذیر باعث ایجاد پدیده هواکشسانی می‌شود. این پدیده می‌تواند نقش مهمی در رفتار دینامیکی وسایل پرنده انعطاف‌پذیر ایفا کند. 
اکثر پدیده‌های هواکشسانی نامطلوب هستند، چون اولاً در حالت کلی پدیده‌هایی غیرقابل پیش‌بینی هستند و ثانیاً روی بازده عملکردی وسیله پرنده اثر منفی می‌گذارند.